# Metaphidippus globosus
Metaphidippus globosus là một loài nhện trong họ Salticidae.
Loài này thuộc chi Metaphidippus. Metaphidippus globosus được Frederick Octavius Pickard-Cambridge miêu tả năm 1901.